# دوبروفسکی (فیلم)
دوبروفسکی (روسی: Дубровский) یک فیلم درام به روسی است که در سال ۱۹۳۶ بر پایهٔ رمان دوبروفسکی اثر الکساندر پوشکین ساخته شد.

## بازیگران
- بوریس لیوانوف
- لیودمیلا والینسکایا
- ولادیمیر گاردین
- استپان کایوکف